# جنتل جاینت (فیلم)
«جنتل جاینت» (انگلیسی: Gentle Giant (film)) یک فیلم به کارگردانی جیمز نیلسون است که در سال ۱۹۶۷ منتشر شد.